# مهناز انصاریان
مهناز انصاریان (زادهٔ ۱۳۳۴ در تهران) نویسنده و هنرپیشه سینما و تلویزیون ایران است.

## زندگی
مهناز انصاریان متولّدِ سالِ ۱۳۳۴ در تهران است. او خواهر حسن انصاریان (فیلم‌نامه‌نویس و  کارگردان نمایش) است. در نمایش «باغ آلبالو» اثر آنتون چخوف به کارگردانی اکبر زنجانپور، نقش واریا را داشت اما اجرای آن با شرایط جنگ ایران و عراق مصادف شد و روی صحنه نرفت. وی فعالیت سینمایی خود را از سال ۱۳۶۴ به دعوت عباس کیارستمی و با بازی در فیلم «کلید» به کارگردانی ابراهیم فروزش آغاز نمود. سپس در سال‌های پایانی دههٔ ۱۳۶۰، در فیلم «فیل در تاریکی» (۱۳۶۸، ساختهٔ نعمت حقیقی) که نیمه‌تمام ماند و سرانجام پس از سال‌‌ها به اتمام رسید و از تلویزیون پخش شد، و در فیلم «شهر خاکستری» (۱۳۶۹، ساختهٔ  حسن هدایت) به ایفای نقش پرداخت.
مهناز انصاریان بیشتر با ایفای نقش ماه‌منیر در فیلم «می‌خواهم زنده بمانم» (۱۳۷۳، ساختهٔ ایرج قادری) و به‌ویژه نقش خاله‌شیرین در مجموعهٔ تلویزیونی «پس از باران» (۱۳۷۹، ساختهٔ سعید سلطانی) و نیز نقش هلن در مجموعهٔ تلویزیونی «مرگ تدریجی یک رؤیا» (۱۳۸۶–۱۳۸۵، ساختهٔ فریدون جیرانی) شناخته می‌شود.
در مجموعهٔ تلویزیونی «هفت‌سنگ» (۱۳۷۷–۱۳۷۶، ساختهٔ سیدعبدالرضا نواب صفوی) که نسخهٔ سینمایی آن نیز به همین نام به نمایش در آمد، در نقش یک زن یهودی که همسر یک خاخام بود، ظاهر شد و سپس در فیلم «میکس» (۱۳۷۸، ساختهٔ داریوش مهرجویی) حضور یافت. مجموعه‌های تلویزیونی «حمله‌دار» (۱۳۷۷، ساختهٔ جعفر سیمائی)، «مادر» (۱۳۷۸، ساختهٔ مسعود فروتن) و «فرمان» (۱۳۸۱، ساختهٔ مسعود رشیدی) از دیگر کارهای او در عرصهٔ بازیگری است. آخرین‌بار در سال ۱۳۸۸ در فیلم «قصهٔ پریا» در یک نقش کوتاه مقابل دوربین فریدون جیرانی قرار گرفت. وی به دلایل شخصی از بازیگری کناره‌گیری کرده‌است.
اولین رمان مهناز انصاریان «لیلا» بود که داریوش مهرجویی در سال ۱۳۷۵ فیلمِ «لیلا» را بر اساس رمان او ساخت و سپس کتاب توسط غلامحسین سالمی ویرایش شد و در سال ۱۳۷۷ توسط مؤسسهٔ نشر فرزان روز به چاپ رسید. آیدین آغداشلو طرح روی جلد این کتاب را طراحی کرد. کتاب دومش «پانسیون محلهٔ مونمارتر» بود که نخستین بار در سال ۱۳۸۲، با مقدمه‌ای از کیومرث منشی‌زاده، از سوی انتشارات نوید شیراز منتشر شد و در سال ۱۳۸۷ به چاپ دوم رسید. در سال ۱۳۹۰ (۲۰۱۱) انتشارات هارمتن این کتاب را با ترجمهٔ بریژیت سیمون و پی‌یِر لافرانس به زبان فرانسوی منتشر کرد. در ترجمهٔ فرانسوی نام کتاب به «زنان ایرانی پانسیون در محلهٔ مونمارتر» تغییر داده شد. کتاب سومش «مروارید کیش» بود که در سال ۱۳۹۴ بعد از بازنویسی در انتشارات نگاه به چاپ رسید. دیگر رمان‌های این نویسنده هنوز منتشر نشده‌اند.
مهناز انصاریان در سال ۱۳۸۹ طی نامه‌ای به داریوش مهرجویی مدعی شد این فیلم‌ساز فیلم «طهران تهران» (اپیزود نخست به‌نام «طهران: روزهای آشنایی») را از روی رمان «پانسیون محلهٔ مونمارتر» او ساخته، بدون این‌که از کتاب و نویسنده‌اش نامی به میان آورد و به این موضوع اشاره‌ای کند.

## فیلم‌شناسی

### تلویزیون

#### بازیگر
| سال  | نام فیلم           | نقش              |
| ---- | ------------------ | ---------------- |
| ۱۳۸۷ | مرگ تدریجی یک رؤیا | هلن              |
| ۱۳۸۱ | فرمان              | گلی جلالی        |
| ۱۳۸۰ | حمله‌دار            |                  |
| ۱۳۷۹ | پس از باران        | خاله‌شیرین        |
| ۱۳۷۸ | مادر               | مادر سهراب       |
| ۱۳۷۷ | هفت‌سنگ             | همسر خاخام الیاس |

### سینما

#### بازیگر
| سال  | نام فیلم                   | نقش              |
| ---- | -------------------------- | ---------------- |
| ۱۳۸۹ | قصه پریا                   | دکتر کلینیک      |
| ۱۳۷۸ | میکس                       | همسر خسرو        |
| ۱۳۷۶ | هفت سنگ                    | همسر خاخام الیاس |
| ۱۳۷۳ | می‌خواهم زنده بمانم         | ماه‌منیر صولتی    |
| ۱۳۶۹ | شهر خاکستری                | گلی نیک‌آئین      |
| ۱۳۶۸ | فیل در تاریکی (اکران نشده) |                  |
| ۱۳۶۴ | کلید                       | زن همسایه        |

#### طرح اولیه داستان
| سال  | فیلم |
| ---- | ---- |
| ۱۳۷۵ | لیلا |

#### منشی صحنه
| سال  | فیلم             |
| ---- | ---------------- |
| ۱۳۶۴ | کلید (فیلم ۱۳۶۴) |

#### با تشکر از
| سال  | فیلم |
| ---- | ---- |
| ۱۳۷۱ | سارا |